# Tylophoropsis
Tylophoropsis — рід грибів родини Caliciaceae. Назва вперше опублікована 1938 року.

## Класифікація
До роду Tylophoropsis відносять 1 вид:
- Tylophoropsis nyeriana